# 新世紀エヴァンゲリオンパチンコ・パチスロシリーズ
新世紀エヴァンゲリオンパチンコ・パチスロシリーズは、ビスティが製造し、アニメ『新世紀エヴァンゲリオン』をタイアップにしたパチンコ機およびパチスロ機。第1作『CR新世紀エヴァンゲリオン』が2004年12月に発売した。それから、タイアップ機として活躍した。

## 概要
『新世紀エヴァンゲリオン』は1995年から1996年に放送された人気アニメ。2004年にはパチンコ化された。タイアップ機として、パチンコ業界に新たな客層を呼び込むことに成功し、爆発的ヒットを記録した。原作を知らないパチンコファンにも受け入れられ、また新たな原作のファン層を生み出した。

## 作品一覧

### パチンコ
- CR新世紀エヴァンゲリオン（2004年12月稼働開始）
- CR新世紀エヴァンゲリオン・セカンドインパクト（2006年2月稼働開始）
  - CRA新世紀エヴァンゲリオン 〜プレミアムモデル〜（2008年5月稼働開始）
- CR新世紀エヴァンゲリオン 〜奇跡の価値は〜（2007年2月稼働開始）
- CR新世紀エヴァンゲリオン 〜使徒、再び〜（2008年1月稼働開始）
  - CR新世紀エヴァンゲリオン 〜使徒、再び〜Light（2010年1月稼働開始）
- CR新世紀エヴァンゲリオン 〜最後のシ者〜（2009年4月稼働開始）
- CRヱヴァンゲリヲン 〜始まりの福音〜（2010年6月稼働開始）
  - CRヱヴァンゲリヲン 〜始まりの福音〜 Light Ver.II（2010年11月稼動開始）
- CRヱヴァンゲリヲン7（2012年1月稼働開始）
  - CRヱヴァンゲリヲン7 Light Ver.III（2012年4月稼働開始）
  - CRヱヴァンゲリヲン7 Smile Model（2012年12月稼働開始）
- CRヱヴァンゲリヲン8 〜BATTLE OF EHRE〜（2013年7月稼働開始）
  - CRヱヴァンゲリヲン8 Extreme Battle（2014年稼働開始）※「CRヱヴァンゲリヲン8」の新バージョン [1]
  - CRヱヴァンゲリヲン8 Premium Battle（2014年稼働開始）※「CRヱヴァンゲリヲン8」のライトバージョン
- CRヱヴァンゲリヲン9（2014年10月稼働開始）[2]※シリーズ初のマックスSTタイプ。
  - CRヱヴァンゲリヲン9 零号機暴走ループVer.（2015年稼働開始）※「CRヱヴァンゲリヲン9」の確率変動タイプ。各演出の信頼度が調整された。
  - CRヱヴァンゲリヲン9 改2号機ミドルVer.（2015年稼働開始）※「CRヱヴァンゲリヲン9」のミドルSTバージョンとして登場。演出では「バトルST」を搭載。
  - CRヱヴァンゲリヲン9 8号機プレミアム甘Ver.（2015年稼働開始）※「CRヱヴァンゲリヲン9」のライトSTバージョン。
- CRヱヴァンゲリヲン10（2015年8月稼働開始）※「CRヱヴァンゲリヲン X」
  - CRヱヴァンゲリヲンX PREMIUM MODEL（2016年2月稼動開始）
  - ちょいパチ ヱヴァンゲリヲン10Z39（2016年11月稼動開始）
- CRヱヴァンゲリヲン 〜いま、目覚めの時〜（2016年12月稼動開始）※シリーズ11作目。
  - CRヱヴァンゲリヲン 〜いま、目覚めの時〜 Premium Model（2017年6月稼動開始）
  - CRヱヴァンゲリヲン 〜いま、目覚めの時〜 Start Impact（2017年12月稼動開始）
- CRヱヴァンゲリヲン 〜響き合う心〜（2017年10月稼動開始）※シリーズ12作目。
  - CRヱヴァンゲリヲン 〜響き合う心〜 Gold Impact（2018年3月稼動開始）※ゴールド筐体で、「響き合う心」のライトミドルバージョン
- CRどらむ☆ヱヴァンゲリヲンPINK（2018年8月稼動開始）※シリーズ初のドラム機（非ナンバリングタイトル）。
  - モードぱちんこ どらむ☆ヱヴァンゲリヲンGOLD（2019年1月稼動開始）※シリーズ初の6段階設定付き。「PINK」のライトバージョン。
- Pヱヴァンゲリヲン 〜超暴走〜（2019年3月稼動開始）※シリーズ13作目。
  - Pヱヴァンゲリヲン13 プレミアムモデル（2019年9月稼動開始）※STタイプのライトバージョン（6段階設定付き）。
  - Pヱヴァンゲリヲン13 ごらくモデル（2019年9月稼動開始）※STタイプのライトバージョン（6段階設定付き）。電チュー当選時の10R比率が高め。
  - Pヱヴァンゲリヲン13 エクストラモデル（2020年2月稼動開始）※STタイプのライトバージョン。「プレミアム」「ごらく」より出玉は若干多め。
- モードぱちんこ ヱヴァンゲリヲン〜超覚醒〜（2019年3月稼動開始）※6段階設定付き。ゴールド筐体。
  - モードぱちんこ ヱヴァンゲリヲン〜超暴走G〜（2019年3月稼動開始）※6段階設定付き。「超覚醒」より確変継続率が高め。
- P新世紀エヴァンゲリオン 〜シト、新生〜（2019年12月稼働開始）※シリーズ14作目。
  - P新世紀エヴァンゲリオン 〜シト、新生〜PREMIUM MODEL（2020年3月稼働開始）※「シト、新生」のライトバージョン。
  - P新世紀エヴァンゲリオン 決戦〜真紅〜（2020年10月稼働開始）※「シト、新生」のミドルSTタイプ。シリーズ初の遊タイム（通常959回転後に時短1200回）付き。
- 新世紀エヴァンゲリオン ～ 未来への咆哮 ～（2021年12月稼働開始）※シリーズ15作目。
- ぱちんこシン・エヴァンゲリオン Typeレイ（2023年12月稼働開始）※シリーズ16作目。
  - スマパチシン・エヴァンゲリオン Typeカヲル（2023年12月稼働開始）シリーズ初のスマパチ機。

### パチスロ
- 新世紀エヴァンゲリオン（2005年10月稼働開始）
- 新世紀エヴァンゲリオン 〜まごころを、君に〜（2007年7月稼働開始）
- 新世紀エヴァンゲリオン 〜約束の時〜（2008年9月稼働開始）
- 新世紀エヴァンゲリオン 〜魂の軌跡〜（2010年2月稼働開始）
- ヱヴァンゲリヲン 〜真実の翼〜（2011年3月稼働開始）
- ヱヴァンゲリヲン〜生命の鼓動〜（2012年2月稼働開始）
- EVANGELION ART（2013年稼働開始）※パチスロ「ヱヴァンゲリヲン」シリーズ、初のボーナス+ARTタイプ
- ヱヴァンゲリヲン〜決意の刻〜（2014年稼働開始）※『ヱヴァンゲリヲン新劇場版:Q』の斬新で先進的な映像を迫力あるスクリーンで表現[3]
- ヱヴァンゲリヲン・希望の槍（2015年稼働開始）
- ヱヴァンゲリヲン 〜魂を繋ぐもの〜（2015年稼働開始）
- ヱヴァンゲリヲン 〜勝利への願い〜（2017年稼働開始）
- エヴァンゲリオン ドキドキ400ver.（⌀30）（2018年稼働開始）
- 新世紀エヴァンゲリオン 〜まごころを、君に〜 2（2018年稼働開始）
- PACHISLOT EVANGELION AT777（2019年稼働開始）
- エヴァンゲリオン フェスティバル（2010年稼働開始）[4]
- 新世紀エヴァンゲリオン ～魂の共鳴～（2022年稼働開始）[5]
- Lパチスロ シン・エヴァンゲリオン（2025年稼働開始）[6]

### 攻略シリーズ
PlayStation 2用ゲームソフト
- 必勝パチンコ★パチスロ攻略シリーズ Vol.1 CR新世紀エヴァンゲリオン（2005年10月20日）
- 必勝パチンコ★パチスロ攻略シリーズ Vol.5 CR新世紀エヴァンゲリオン・セカンドインパクト&パチスロ新世紀エヴァンゲリオン（2006年6月8日）
- 必勝パチンコ★パチスロ攻略シリーズ Vol.10 CR新世紀エヴァンゲリオン 〜奇跡の価値は〜（2007年6月7日）
- 必勝パチンコ★パチスロ攻略シリーズ Vol.11 新世紀エヴァンゲリオン 〜まごころを、君に〜（2007年9月27日）
- 必勝パチンコ★パチスロ攻略シリーズ Vol.12 CR新世紀エヴァンゲリオン 〜使徒、再び〜（2008年6月26日）
- 必勝パチンコ★パチスロ攻略シリーズ Vol.13 新世紀エヴァンゲリオン 〜約束の時〜（2008年12月18日）
- 必勝パチンコ★パチスロ攻略シリーズ Vol.14 CR新世紀エヴァンゲリオン 〜最後のシ者〜（2009年7月30日）

ニンテンドーDS用ゲームソフト
- 必勝パチンコ★パチスロ攻略シリーズDS Vol.1 新世紀エヴァンゲリオン 〜まごころを、君に〜（2008年2月21日）
- 必勝パチンコ★パチスロ攻略シリーズDS Vol.2 CR新世紀エヴァンゲリオン 〜使徒、再び〜（2008年6月12日）
- 必勝パチンコ★パチスロ攻略シリーズDS Vol.3 新世紀エヴァンゲリオン 〜約束の時〜（2008年12月4日）
- 必勝パチンコ★パチスロ攻略シリーズDS Vol.4 CR新世紀エヴァンゲリオン 〜最後のシ者〜（2009年7月30日）
- 必勝パチンコ★パチスロ攻略シリーズDS Vol.5 新世紀エヴァンゲリオン 〜魂の軌跡〜（2010年6月3日）

PlayStation Portable用ゲームソフト
- 必勝パチンコ★パチスロ攻略シリーズPortable Vol.1 新世紀エヴァンゲリオン 〜魂の軌跡〜（2010年6月3日）

## 楽曲
- 集結の園へ
- 慟哭へのモノローグ
- 集結の運命
- 暫し空に祈りて